# ステアリルアルコール
ステアリルアルコール(Stearyl alcohol)またはオクタデシルアルコール(Octadecyl alcohol)は、CH3(CH2)16CH2OHという分子式を持つ有機化合物である。脂肪族アルコールに分類され、白色顆粒状で水には溶けない。潤滑油、樹脂、香水、化粧品等に広く用いられる。また、様々な種類の軟膏の保水剤、乳化剤、増粘安定剤等にも用いられ、シャンプーやリンスの成分ともなる。
ステアリルアルコールは、ステアリン酸やその他の脂肪酸を触媒を用いて水素化することにより生成される。低い毒性を持つ。